# Sporobolus bechuanicus
Sporobolus bechuanicus là một loài thực vật có hoa trong họ Hòa thảo. Loài này được Gooss. miêu tả khoa học đầu tiên năm 1934.